# Adam Smith Institute
 Der er for få eller ingen kildehenvisninger i denne artikel, hvilket er et problem. Du kan hjælpe ved at angive troværdige kilder til de påstande, som fremføres i artiklen.

Adam Smith Institute er en britisk liberal tænketank, der baserer sine analyser på Adam Smiths økonomiske teorier.
Institutionen promoverer:
- Frie markeder
- Minimalstat
- Åbent samfund

## Ekstern henvisning
- Institutionens hjemmeside